# Brynhilda (1776)

Ritning Brynhilda 1775

Brynhilda var en pojama som byggdes 1776. Hon ingick i en av de fyra typer av skärgårdsfregatter som ritades av Fredrik Henrik af Chapman.